# Sallum

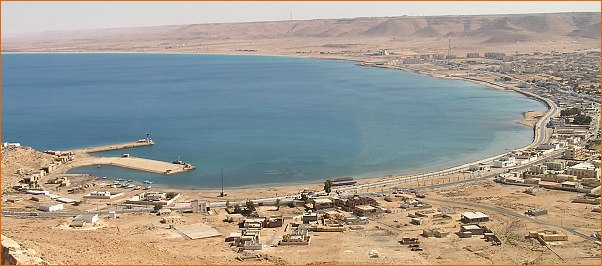
Golf von Sallum

Sallum, auch As Sallum oder Sollum (arabisch السلوم, DMG as-Sallūm), ist ein Grenz- und Hafenort an der Nordwestküste von Ägypten und am Mittelmeer gelegen. Sallum liegt östlich der Grenze zum Nachbarstaat Libyen und rund 145 km von der libyschen Stadt Tobruk entfernt und hatte 2006 etwa 14 000 Einwohner.

## Infrastruktur
Sallum ist durch die Kultur der Beduinen geprägt. Im Ort befindet sich ein regionaler Markt. Zudem existiert eine Poststelle und eine Bankfiliale. Sallum ist derzeit Endpunkt einer Bahnstrecke der Ägyptischen Staatsbahnen über Marsa Matruh ins Nildelta. Tourismus besteht nur in geringem Maße. Einer der wenigen Anziehungspunkte ist ein Soldatenfriedhof aus dem Zweiten Weltkrieg.
Allerdings ist Sallum der wichtigste Grenzübergang zwischen Ägypten und Libyen. Sein weniger als 1 km entfernter Pendant auf libyscher Seite ist Emsaed.

## Geschichte
Bei Sallum befinden sich Überreste aus antiker Zeit. So sind römische Mauern erhalten geblieben.
Trotz seiner relativen Abgeschiedenheit wurde der Ort in der Neuzeit mehrfach zum Schauplatz kriegerischer Auseinandersetzungen.
Bis 1911 gehörte der Ort zum osmanischen Sandschak Bengasi, wurde aber im Zuge des Italienisch-Türkischen Krieges von anglo-ägyptischen Truppen besetzt (→ Besetzung von Sollum). Seit dem Milner-Schialoja-Abkommen vom 6. Dezember 1925 gehört Sallum auch formal zu Ägypten.
Im Ersten Weltkrieg wurde der Hafen durch das deutsche U-Boot U 35 angegriffen, wobei zwei britische Kanonenboote zerstört bzw. beschädigt wurden (→ Aktion von U 35 im Golf von Sollum). 1916 wurde der aufständische Senussi-Orden bei Sallum von anglo-ägyptischen Truppen entscheidend geschlagen.
Während des Zweiten Weltkrieges war der Ort Kriegsschauplatz im Afrikafeldzug, bei dem es zu Kämpfen zwischen deutsch-italienischen Verbänden und Truppen des britischen Commonwealth kam. Sallum war dabei ein Durchgangspunkt beim Angriff der Achsenmächte auf Ägypten. 2061 alliierte Soldaten liegen im Friedhof der Commonwealth War Graves Commission in Sallum beerdigt.
Im libysch-ägyptischen Grenzkrieg von 1977 lag Sallum unter Artillerie-Beschuss.
Am 29. März 2006 war in Sallum eine totale Sonnenfinsternis zu beobachten, die Schaulustige aus aller Welt anzog.

## Orte der Umgebung
- Bardia (Libyen)
- Musaid (Libyen)
- Sidi Barrani (Ägypten)